# ジョン・アダムズ (靴職人)
ジョン・アダムズ（英語：John Adams、グレゴリオ暦：1745年2月1日 - 1849年3月26日（ユリウス暦：1744年1月21日生））は、アメリカの靴職人。アメリカ独立戦争に参加した退役軍人。センテナリアンであり、写真が残る人物の中で最も早生まれの可能性があることで知られている。

## 生涯
ジョン・アダムズは1745年2月1日、マサチューセッツ湾植民地の一部だったウースターにおいて、軍人であった父トーマス・アダムズと母リディア・チャドウィックとの間に生まれた。1766年にはマサチューセッツ州アッシュバーナムへ移住し、同地では選挙管理委員や税務署長などにも選出された。1770年7月9日、同州レキシントンにおいて、ジョアンナ・マンローと結婚。1822年にジョアンナと死別すると、ジョアンナの異母兄の未亡人であったルーシー・シモンズ・マンローと再婚した。
アメリカ独立戦争が勃発すると、アダムズは大陸軍側の兵士として1775年4月19日のレキシントン・コンコードの戦いの直後にウィットコム連隊へ入隊。1780年7月6日には第8ウスター郡民兵隊の中尉に任命され、フランシスコ・レーン大尉の中隊に所属した。 
晩年は息子のジェームズが居住していたペンシルベニア州ハーフォードへ移住した。100歳の誕生日にはアッシュバーナムにてダゲレオタイプで肖像写真を撮影した。この際に撮影された肖像写真は、1745年生まれという写真が撮影された人物の中で最も早くに生まれた人物を写した写真の可能性があることで知られている。その一方で、1743年から1754年の間の生まれたとされる退役軍人のバルタス・ストーン、1737年に生まれとされる奴隷のシーザー、1735年もしくは1741年に生まれたとされるジョン・オーウェンという男性など、真偽は定かではないがアダムズよりも先に生まれたと主張する人物の写真も存在している。
1849年3月26日、ハーフォードにて死去。享年104。地元の記録によれば、アダムズは死去する2年前まで十分な聴力を維持しており、視力に関しても眼鏡なしで文字を読むことが出来たという。また、靴職人として最晩年まで靴を作り続けた。